# کریستیان دانر

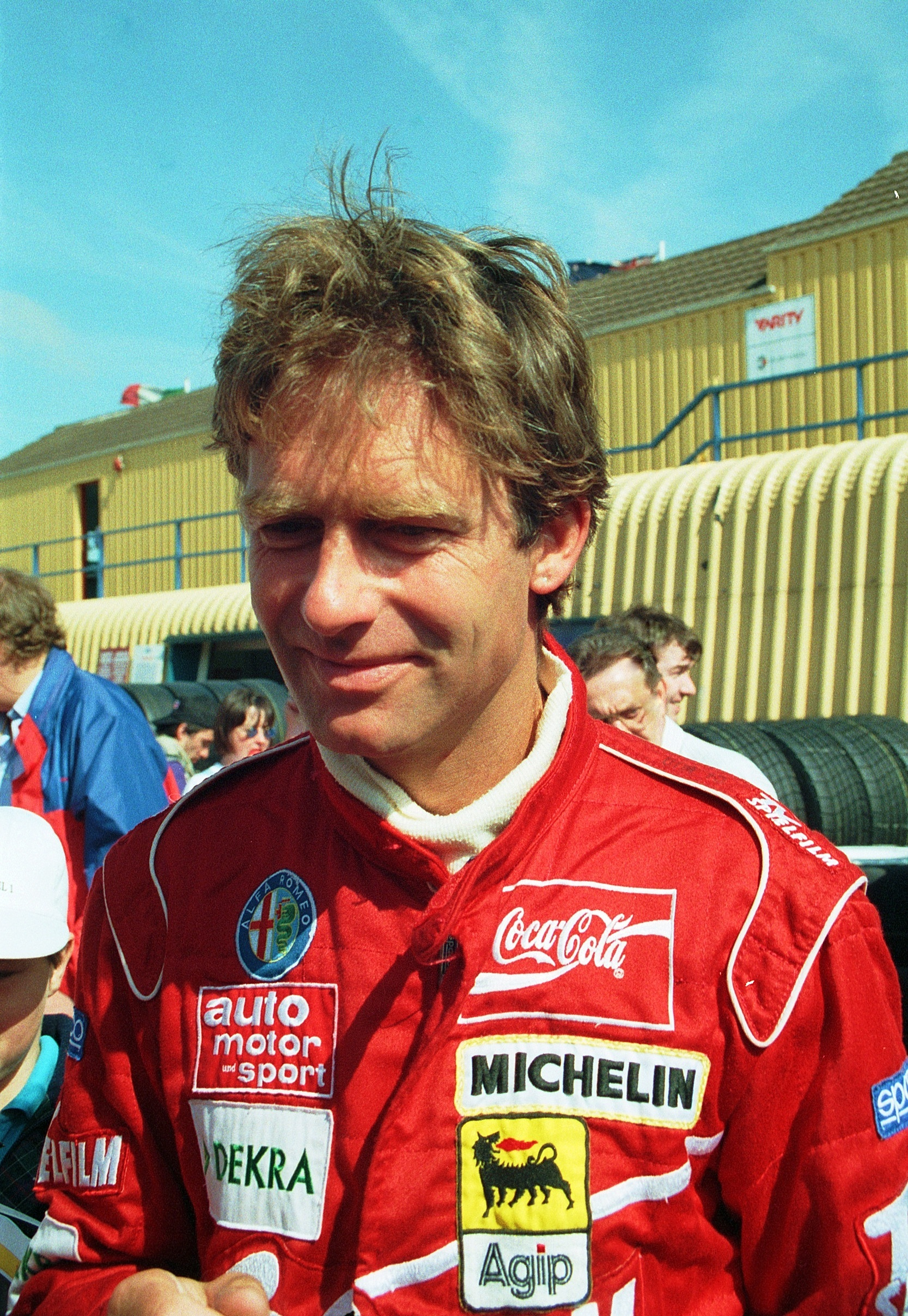
کریستیان دانر در سال ۱۹۵۵

کریستیان دانر (انگلیسی: Christian Danner؛ زاده ۴ آوریل ۱۹۵۸) یک اتوموبیل‌ران فرمول ۱ اهل آلمان است.